# Совет по экономической разведке
Совет по экономической разведке (англ. Economic Intelligence Council) — высший правительственный орган Индии, ответственный за ведение экономической разведки и борьбу с преступлениями в сфере экономики, созданный в 1990. Является подразделением Министерства финансов Индии, имеет 18 региональных подразделений (разведывательных агентств). В функции Совета входит координация действий и обмена информацией среди государственных ведомств, отвечающих за контроль над экономическими преступлениями, такими, как контрабанда, отмывание денег, уклонение от уплаты налогов и мошенничество. Совет также консультирует министра финансов и правительство страны в плане разработки законопроектов, регулирующих финансовый сектор и борьбе с экономическими преступлениями.

## Состав
Совет возглавляет министр финансов Индии (в настоящее время — Нирмала Сифараман), в его состав входят также председатель Резервного банка Индии, председатель Комиссии по ценным бумагам и биржам Индии, директор Центрального бюро расследований, директор Бюро по контролю оборота наркотиков и директор финансовой разведки, директор Центрального агентства акцизов и таможни, и представители Министерства финансов — секретари по финансам, налогам, публичным компаниям и банкам. Кроме того, в состав совета входит Генеральный директор силовых подразделений Министерства финансов. Приглашенными членами Совета являются директора Разведывательного бюро и Генерального директората внешней торговли. Секретарём Совета является заместитель генерального директора Центрального бюро экономической разведки.